# Poritiinae
A Poritiinae a rovarok (Insecta) osztályának a lepkék (Lepidoptera) rendjéhez, ezen belül a valódi lepkék (Glossata) alrendjéhez tartozó boglárkalepkék (Lycaenidae) családjának egyik alcsaládja.

## Rendszerezés
Az alcsaládba az alábbi nemzetségekek, alnemzetségek és nemek tartoznak:
- Liptenini nemzetség
  - Durbaniina alnemzetség
    - Durbania
    - Durbaniella
    - Durbaniopsis

  - Epitolina alnemzetség
    - Aethiopana
    - Batelusia'
    - Cephetola
    - Cerautola
    - Deloneura
    - Epitola
    - Epitolina
    - Geritola
    - Hewitsonia
    - Hypophytala
    - Iridana
    - Neaveia
    - Neoepitola
    - Phytala
    - Powellana
    - Pseudoneaveia
    - Stempfferia
    - Teratoneura
    - Tumerepedes

  - Liptenina alnemzetség
    - Argyrocheila
    - Baliochila
    - Citrinophila
    - Cnodontes
    - Congdonia
    - Eresina
    - Eresinopsides
    - Euthecta
    - Falcuna
    - Kakumia
    - Larinopoda
    - Liptena
    - Micropentila
    - Obania
    - Pseuderesia
    - Teriomima
    - Tetrarhanis
    - Toxochitona

  - Mimacraeina alnemzetség
    - Cooksonia
    - Mimacraea
    - Mimeresia

  - Pentilina alnemzetség
    - Alaena
    - Liptenara
    - Ornipholidotos
    - Pentila
    - Ptelina
    - Telipna
    - Torbenia
- Poritiini nemzetség

- Aethiopana nem
- Cyaniriodes
- Deramas
- Poriskina
- Poritia
- Simiskina